# Claes Zetterberg
Claes Sigfrid Gunnar Zetterberg, född 9 september 1916 i Göteborgs Vasa församling, död där 24 juli 1998, var en svensk målare och tecknare.
Han var son till marinintendenten Carl Edvard Kurt Zetterberg och Maria Elisabeth Clase. Zetterberg studerade först för Hugo Steiner-Prag vid Skolan för bok- och reklamkonst i Stockholm 1939–1940 innan han studerade etsning  för Emil Johanson-Thor vid Konsthögskolan 1941. På 1950-talet genomförde han ett antal studieresor till London. Han var verksam som reklamtecknare 1928–1950 och som reportagetecknare för olika tidningar från omkring 1950. Sjöfartsmuseet i Göteborg visade 1983 en stor utställning med Zetterbergs målningar. Hans konst består förutom illustrationer av marinmålningar och fartygsporträtt på nybyggda och intressanta fartyg, när man på 1970-talet slutade bygga fartyg i Sverige övergick han till att måla segelfartyg från 1800- och 1900-talen, både fullriggare och mindre kappseglingsbåtar ofta med ett dramatiskt upprört hav i bakgrunden. Zetterberg är representerad i Göteborgs sjöfartsmuseum.